# Natalie Geisenberger
Natalie Geisenberger (München, 1988. február 5. –) hatszoros olimpiai, kilencszeres világ- és hétszeres Európa-bajnok német szánkós. Hat arany- és egy bronzérmével ő a legsikeresebb szánkós olimpikon.

## Élete, karrierje
Münchenben született 1988-ban. Hat évesen Miesbachba költözött családjával. A szánkósporttal tíz évesen ismerkedett meg. Junior karrierje során 14 ifjúsági világkupát és három ifjúsági világbajnokságot nyert meg, ezután bekerült a felnőtt válogatottba. Első felnőtt versenyén, 2007-ben az Altenbergben rendezett világkupán ezüstérmes lett.
A 2010. évi téli olimpiai játékokon bronzérmet szerzett egyéni szánkóban, majd négy évvel később, 2014-ben már meg tudta nyerni ugyanezt a számot, valamint vegyes váltóban is győzni tudott csapatával. 2018-ban ismét megnyerte az aranyérmet mind az egyéni női versenyben, mind pedig a vegyes váltóban, így négyszeres olimpiai bajnok lett, ami az olimpiai szánkózás történetében egyedülálló eredmény.
Világbajnokságokról összesen kilenc arany-, öt ezüst- és két bronzérme van, az Európa-bajnokságokon pedig összesen hét arany-, hat ezüst- és egy bronzéremmel büszkélkedhet.